# Channapura, Kunigal
Channapura là một làng thuộc tehsil Kunigal, huyện Tumkur, bang Karnataka, Ấn Độ.